# شهرستان سووپسک
شهرستان سووپسک (به لاتین: Słupsk County) یک شهرستان در لهستان است که در استان پومرانی واقع شده‌است.

## خصوصیات
شهرستان سووپسک ۲٬۳۰۴ کیلومترمربع مساحت و ۹۲٬۱۷۲ نفر جمعیت دارد.